# Vincenzo Pellegrini
Vincenzo Pellegrini (* um 1562 in Pesaro; † 1630 in Mailand) war ein italienischer Komponist und Kapellmeister in Pesaro und am Dom zu Mailand.

## Leben und Wirken
Pellegrini besuchte das Priesterseminar in seiner Heimatstadt. Von 1582 bis 1583 war er Kapellmeister des Domchors von Pesaro. 1589 taucht er als Kanoniker des Doms von Pesaro auf. Aus dieser Zeit stammen 13 Kompositionen, die er 1599 für die Gemahlin von Francesco Maria II. della Rovere schuf. Auch später noch sollte er für den Herzog von Urbino arbeiten.
Zwischen 1603 und 1604 vertrat er die Kurie seiner Heimatstadt am Heiligen Stuhl. Nach Pesaro zurückgekehrt, lehrte er in seiner knappen Freizeit. Zu seinen Schülern gehörte unter anderem der Komponist Galeazzo Sabbatini. Zudem fertigte er weitere Kompositionen an, unter anderem für Papst Clemens VIII.
Ende 1610 lernte Pellegrini Kardinal Federico Borromeo kennen. Dank seiner Hilfe und der des Kardinals und apostolischen Legats der Romagna Bonifazio Caetani wurde er im Oktober 1611 zum Kapellmeister am Mailänder Dom berufen. Am 26. Februar 1612 trat er in Mailand die Nachfolge von Giulio Cesare Gabussi an. Federico Borromeo widmete er 1613 sein Werk Magnificat decem liber primus. Ende 1615 begann er im Auftrag des Mailänder Domkapitels seine wohl bekannteste Schrift, der Pontificalia Ambrosianae Ecclesiae ad Vesperas musicali concentui accomodata, die 1619 vom Verleger und Komponisten Giorgio Rolla veröffentlicht wurde. Die vierbändige Ausgabe umfasst insgesamt 84 Kompositionen und kodifizierte erstmals das polyphone Repertoire der Dommusik.
Seine Arbeit, er schrieb und veröffentlichen daneben eine Reihe von Motetten, führte zu Spannungen mit dem Domkapitel, da man ihm vorwarf, dass er deswegen sein Amt als Kapellmeister vernachlässigte. Nachdem bereits 1619 Gerüchte einer möglichen Amtsenthebung die Runde machten, drohte man ihm 1625 ganz offiziell damit. Trotz allem konnte er sich aber bis zu seinem Tode in seinem Amt behaupten. Er starb zwischen August und Dezember 1630 in Mailand womöglich an der Pest.

## Bedeutung
Pellegrini ist der Nachwelt bekannt als Komponist von Motetten und Messen im tridentinischen Stil.